# Isòpodes

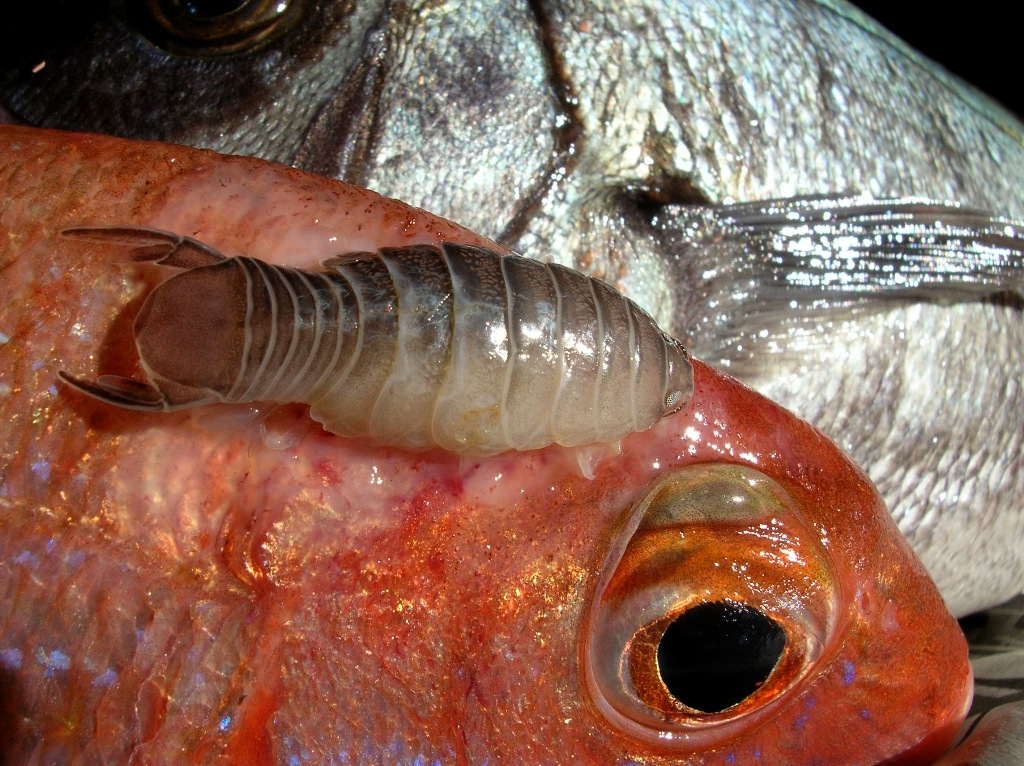
Anilocra capenis (Cymothoidae) parasitant un peix (Pterogymnus laniarius)

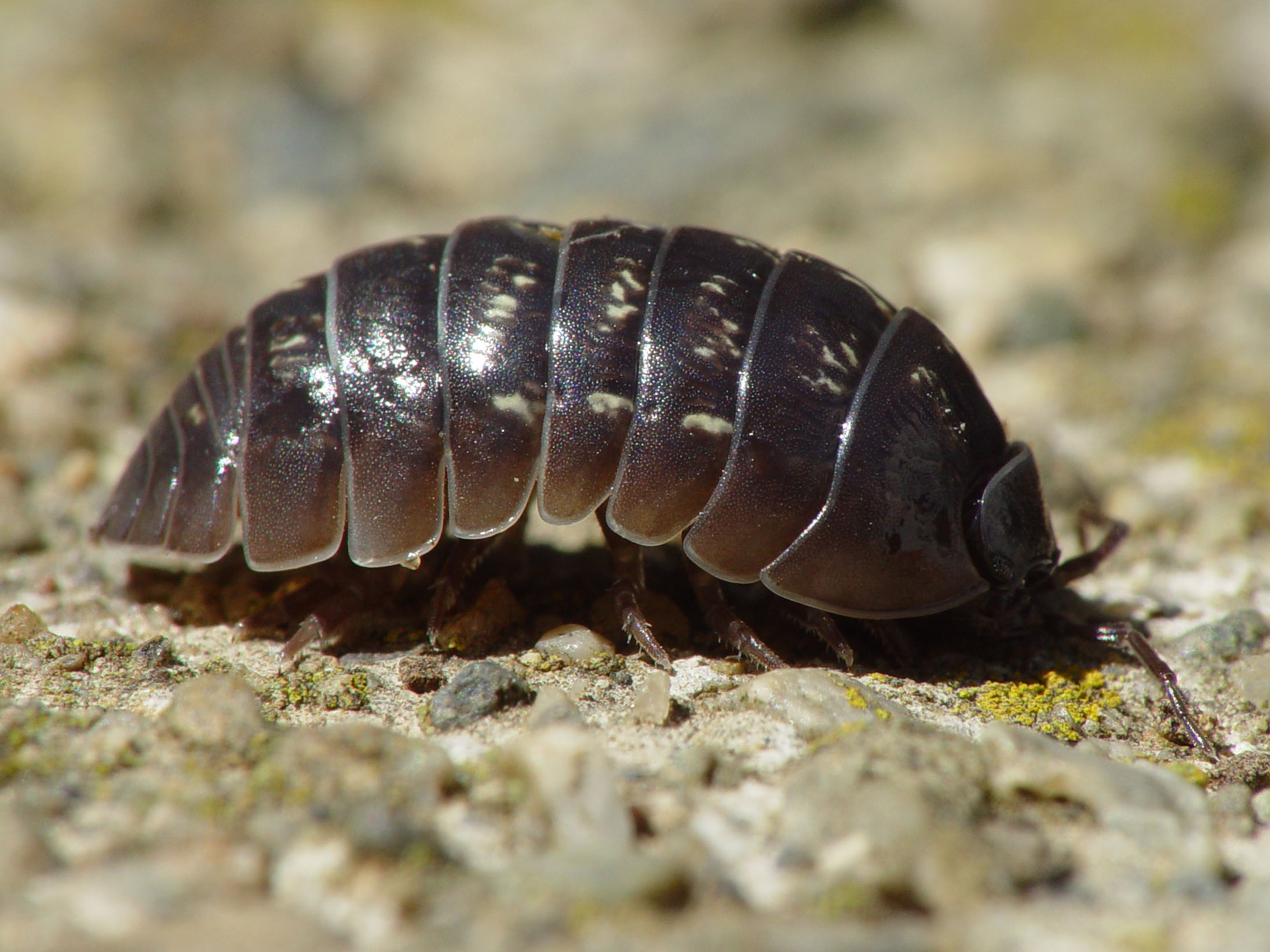
Armadillidium vulgare un típic porquet de Sant Antoni

Els isòpodes (Isopoda, gr. "peus iguals") són un ordre de crustacis del superordre Peracarida. Aquest ordre inclou crustacis tan coneguts com els porquets de Sant Antoni o paneroles, però també nombroses espècies (més de 10.000) aquàtiques i algunes paràsites. Els primers fòssils d'isòpodes daten del Carbonífer, és a dir com a mínim fa 300 milions d'anys.
El subordre polifilètic dels flabel·lífers (Flabellifera) abans tenia unes 3.000 espècies. Actualment els seus membres han passat als subordres Sphaeromatidea i Cymothoida.

## Característiques
Els isòpodes tenen tots els apèndixs del perèion (pereiopodis) d’estructura molt semblant, cosa que dona nom al grup. El cos és deprimit, els ulls sèssils i no tenen closca.

## Història natural
Els isòpodes viuen principalment en ambients aquàtics, siguin marins o continentals, però alguns, com els oniscideus, han colonitzat el medi terrestre i són els únics crustacis que no tenen necessitat del medi aquàtic en cap fase del seu desenvolupament, per bé que necessiten una elevada humitat ambiental i viuen en llocs ombrívols i es refugien entre la fullaraca o sota les pedres.
Són majoritàriament detritívors i tenen un paper important en el reciclatge de la matèria orgànica del sòl i dels sediments aquàtics. Hi ha força espècies paràsites, principalment ectoparàsits d'altres crustacis i de peixos.

## Taxonomia
L'ordre Isopoda es subdivideix en 11 subordres y 126 famílies:
Subordre Asellota
- Família Acanthaspidiidae
- Família Asellidae
- Família Dendrotionidae
- Família Desmosomatidae
- Família Echinothambematidae
- Família Gnathostenetroididae
- Família Haplomunnidae
- Família Haploniscidae
- Família Ischnomesidae
- Família Janirellidae
- Família Janiridae
- Família Joeropsididae
- Família Katianiridae
- Família Macrostylidae
- Família Mesosignidae
- Família Microcerberidae
- Família Microparasellidae
- Família Mictosomatidae
- Família Munnidae
- Família Munnopsididae
- Família Nannoniscidae
- Família Paramunnidae
- Família Pleurocopidae
- Família Protojaniridae
- Família Pseudojaniridae
- Família Santiidae
- Família Stenasellidae
- Família Stenetriidae
- Família Thambematidae
- Família Vermectiadidae
- Família Xenosellidae

Subordre Calabozoidea
- Família Calabozoidae

Subordre Cymothoida
- Família Aegidae
- Família Antheluridae
- Família Anthuridae
- Família Anuropidae
- Família Asconiscidae
- Família Bopyridae
- Família Cabiropidae
- Família Cirolanidae
- Família Corallanidae
- Família Crinoniscidae
- Família Cryptoniscidae
- Família Cymothoidae
- Família Cyproniscidae
- Família Dajidae
- Família Entoniscidae
- Família Expanathuridae
- Família Fabidae
- Família Gnathiidae
- Família Hemioniscidae
- Família Hyssuridae
- Família Leptanthuridae
- Família Paranthuridae
- Família Podasconidae
- Família Protognathiidae
- Família Tridentellidae

Subordre Limnoriidea
- Família Hadromastacidae
- Família Keuphyliidae
- Família Limnoriidae

Subordre Oniscidea
- Família Agnaridae
- Família Alloniscidae
- Família Armadillidae
- Família Armadillidiidae
- Família Balloniscidae
- Família Bathytropidae
- Família Berytoniscidae
- Família Buddelundiellidae
- Família Cylisticidae
- Família Delatorreidae
- Família Detonidae
- Família Dubioniscidae
- Família Eubelidae
- Família Halophilosciidae
- Família Hekelidae
- Família Irmaosidae
- Família Ligiidae
- Família Mesoniscidae
- Família Olibrinidae
- Família Oniscidae
- Família Philosciidae
- Família Platyarthridae
- Família Porcellionidae
- Família Pudeoniscidae
- Família Rhyscotidae
- Família Schoebliidae
- Família Scleropactidae
- Família Scyphacidae
- Família Spelaeoniscidae
- Família Stenoniscidae
- Família Styloniscidae
- Família Tendosphaeridae
- Família Titaniidae
- Família Trachelipodidae
- Família Trichoniscidae
- Família Tunanoniscidae
- Família Tylidae

Subordre Phoratopidea
- Família Phoratopodidae

Subordre Phreatoicidea
- Família Amphisopodidae
- Família Hypsimetopodidae
- Família Mesamphisopidae
- Família Palaeophreatoicidae†
- Família Phreatoicidae
- Família Ponderellidae

Subordre Sphaeromatidea
- Família Ancinidae
- Família Archaeoniscidae†
- Família Basserolidae
- Família Bathynataliidae
- Família Plakarthriidae
- Família Schweglerellidae†
- Família Serolidae
- Família Sphaeromatidae
- Família Tecticipitidae

subordre Tainisopidea
- Família Tainisopidae

Subordre Valvifera
- Família Antarcturidae
- Família Arcturidae
- Família Arcturididae
- Família Austrarcturellidae
- Família Chaetiliidae
- Família Holidoteidae
- Família Holognathidae
- Família Idoteidae
- Família Pseudidotheidae
- Família Rectarcturidae
- Família Xenarcturidae

Família incertae sedis
- Família Urdidae†